# Inbördeskriget i Uruguay
Inbördeskriget i Uruguay, eller Guerra Grande på spanska, var en serie väpnade konflikter som utkämpades mellan Coloradopartiet och Nationella partiet i Uruguay åren 1839-1851. Båda parterna fick stöd från utlandet, bland annat av Brasilien och Argentina, samt Storbritannien och Frankrike, men också Giuseppe Garibaldis frivilliga legion. Belägringen av Montevideo varade i 9 år, och inspirerade författare som Alexandre Dumas den äldre. Kriget slutade i seger för Coloradopartiet.